# Gà so họng trắng
Gà so họng trắng (Arborophila brunneopectus) là loài chim thuộc họ Trĩ. Loài này phân bố ở Campuchia, Trung Quốc, Lào, Myanmar, Thái Lan và Việt Nam với khu vực hơn 486.000 kilômét vuông (188.000 dặm vuông Anh). Môi trường sống tự nhiên của loài này là các khu rừng ẩm thấp cận nhiệt đới hoặc nhiệt đới và rừng núi đá nhiệt đới ẩm.

## Mô tả
Loài có chiều dài 280 mm (11 in), với sải cánh trung bình là 144 mm (5,7 in) đối với con đực và 134 mm (5,3 in) đối với con cái. Chúng thường có đuôi dài 6–7 cm (2,4–2,8 in).

## Phân loài
Nhà khoa học Edward Blyth người Anh mô tả loài này đầu tiên vào năm 1855. Nó có 3 phân loài: A. b. brunneopectus, mô tả bởi Blyth năm 1855; A. b. henrici (Gà so họng vàng), mô tả bởi Émile Oustalet năm 1896; và A. b. albigula (Gà so họng trắng), mô tả bởi Cecil Boden Kloss và Herbert Christopher Robinson năm 1919.